# 松源郡
松源郡（ソンウォンぐん）は、朝鮮民主主義人民共和国慈江道の南西部に位置する郡。

## 地理
東に前川郡・東新郡、北に古豊郡、西に雩時郡・平安北道東倉郡、南に熙川市・平安北道雲山郡と接する。
清川江と忠満江が流れる。地形は大部分が山地で、南に避難徳山脈と狄踰嶺山脈がそびえる。最高峰は北部にある古岩山(1744m)。気候は大陸性気候で、比較的湿潤である。10月初めに霜が降り、4月末まで続く。

## 歴史
独立前には平安北道楚山郡の松面、板面、桃源面に属した。以後慈江道に移管し、1952年12月にこれら地域を合併して松源郡を新設した。以後数回の行政区域変更と統廃合を経て、現在は 1邑 12里を管轄する。

### 年表
この節の出典
- 1952年12月 - 郡面里統廃合により、慈江道楚山郡松面・板面・桃源面をもって、松源郡を設置。松源郡に以下の邑・里が成立。(1邑15里)
  - 松源邑・月崇里・上居里・板三里・板坪里・元垈里・松坡里・中豊里・新興里・車坪里・松泉里・松館里・倉㯖里・田倉里・檜陽里・月峴里
- 1953年 - 中豊里の一部が新興里に編入。(1邑15里)
- 1967年 - 田倉里が田倉労働者区に昇格。(1邑1労働者区14里)
- 1981年 (1邑17里)
  - 熙川市明文里・陽地里を編入。
  - 田倉労働者区が田倉里に降格。
- 1987年 (1邑12里)
  - 松源邑・松坡里および板坪里・新興里の各一部が合併し、淵江里が発足。
  - 明文里が松源邑に昇格。
  - 板三里が松館里に編入。
  - 中豊里および新興里の一部が車坪里に編入。
  - 上居里および板坪里の一部が月崇里に編入。
  - 新興里の残部が元垈里に編入。
  - 板坪里の残部が古豊郡石桑里に編入。
  - 月峴里・檜陽里の各一部が合併し、新陽里が発足。

## 行政区域
1邑 12里で構成される。
- 송원읍 (松源邑、ソンウォヌプ)
- 월숭리 (月崇里、ウォルスンニ)
- 원대리 (元垈里、ウォンデリ)
- 차평리 (車坪里、チャピョンニ)
- 월현리 (月峴里、ウォリョンニ)
- 창덕리 (倉德里、チャンドンニ)
- 회양리 (檜陽里、フェヤンニ)
- 전창리 (田倉里、チョンチャンニ)
- 송관리 (松館里、ソングァンニ)
- 송천리 (松泉里、ソンチョンニ)
- 양지리 (陽地里、ヤンジリ)
- 신양리 (新陽里、シニャンニ)
- 연강리 (淵江里、ヨンガンニ)

## 交通
- 満浦線
  - 价古青年駅 - 椽木駅